# Ministerstwo Osadnictwa
Ministerstwo Osadnictwa (hebr. משרד ההתיישבות, Misrad ha-Hitjaszwut) – izraelskie ministerstwo powstałe w 2020 roku, które odpowiada za sprawy osadnictwa, służby narodowej, mechinami i garinim ha-toranijim. Powstało w wyniku prób powołania trzydziestego piątego rządu Izraela.

## Zadania
Głównym zadaniem ministerstwa jest kształtowanie polityki rządu w celu rozwoju osadnictwa, wspierania rozwoju i powiększania społeczności zamieszkujących osiedla miejskie oraz wiejskie, rozwoju osiedli rolniczych.
Obszary działalności ministerstwa:
1. Osadnictwo. Rząd postanowił przekazać uprawnienia i zadania stojące przed Wydziałem Osadnictwa Światowej Organizacji Syjonistycznej,
2. Garinim. Opieka i rozwój garinim ha-toranijim jako siły tworzącej i pobudzającej potencjał społeczny i lokalny w społeczeństwie izraelskim,
3. Służba narodowa/obywatelska. Przeniesienie odpowiedzialności za funkcjonowanie służby narodowej/cywilnej i ustawodawstwo związane ze służbą,
4. Mechiny. Włączenie w obręb ministerstwa mechin jako ośrodków przygotowania przedwojskowego, promowania wartości pionierskich i ośrodków integracji ze społeczeństwem izraelskim.

### Struktura ministerstwa
Struktura:
- Wydział garinim
- Wydział mechin
- Wydział ds. służby narodowej
- Wydział planowania i kontroli (Wydział Osadnictwa)

## Ministrowie
Poniżej znajduje się lista ministrów osadnictwa:
|    | Imię i nazwisko | Imię i nazwisko          | Partia             | Kadencja        | Kadencja         | Rząd |
| od | Imię i nazwisko | Imię i nazwisko          | Partia             | do              |                  | Rząd |
| -- | --------------- | ------------------------ | ------------------ | --------------- | ---------------- | ---- |
| 1  |                 | Cippi Chotoweli (1978- ) | Likud              | 17 maja 2020    | 2 sierpnia 2020  | 35.  |
| 2  |                 | Cachi Hanegbi (1957- )   | Likud              | 2 sierpnia 2020 | 13 czerwca 2021  | 35.  |
| 3  |                 | Naftali Bennett (1972- ) | Jamina             | 13 czerwca 2021 | 8 listopada 2022 | 36.  |
| 4  |                 | Orit Strok (1960- )      | Religijny Syjonizm | 29 grudnia 2022 |                  | 37.  |